# Lenguas criollas de base española
Las lenguas criollas de base española se refiere a las lenguas criollas cuya base léxica principal procede del idioma español. Estas lenguas criollas pueden llegar a diferir muy notablemente del español estándar, no solo en gramática sino que los cambios fonéticos frecuentemente hacen difícil identificar las palabras con las del español moderno. El siguiente esquema representa las principales divisiones dentro de las variedades (criollas y no criollas) formadas a partir del español medieval:
|                  | Español moderno                                                                       |
|                  |                                                                                       |
| Lenguas criollas | \| \| Chabacano \| \| \| \| \| \| Palenquero \| \| \| \| \| \| Papiamento \| \| \| \| |
|                  | \| \| Chabacano \| \| \| \| \| \| Palenquero \| \| \| \| \| \| Papiamento \| \| \| \| |
|                  | Chabacano                                                                             |
|                  |                                                                                       |
|                  | Palenquero                                                                            |
|                  |                                                                                       |
|                  | Papiamento                                                                            |
|                  |                                                                                       |

|  | Chabacano  |
|  |            |
|  | Palenquero |
|  |            |
|  | Papiamento |
|  |            |

|                  | Español moderno                                                                       |
|                  |                                                                                       |
| Lenguas criollas | \| \| Chabacano \| \| \| \| \| \| Palenquero \| \| \| \| \| \| Papiamento \| \| \| \| |
|                  | \| \| Chabacano \| \| \| \| \| \| Palenquero \| \| \| \| \| \| Papiamento \| \| \| \| |
|                  | Chabacano                                                                             |
|                  |                                                                                       |
|                  | Palenquero                                                                            |
|                  |                                                                                       |
|                  | Papiamento                                                                            |
|                  |                                                                                       |

|  | Chabacano  |
|  |            |
|  | Palenquero |
|  |            |
|  | Papiamento |
|  |            |

Las lenguas criollas del español surgieron de concidiones de contacto lingüístico muy peculiares asociadas al período virreinal y empezaron como pidgins que servían de vehículo comunicativo simplificado a personas que hablaban español y personas cuya lengua materna difería notablemente del español. Esos pidgins simplificados, al ser la base de la lengua de las siguientes generaciones, dieron lugar a lenguas criollas con una estructura estable y diferente tanto del español estándar como del pidgin a partir del cual se formaron.

## Lenguas criollas basadas en el español

### Chabacano
El chabacano (también chavacano) se habla en varias ciudades de Filipinas. Es el idioma principal de la Ciudad de Zamboanga, donde según el censo de 2000 era la lengua principal de 69.041 familias. También se habla o hablaba en algunas partes de Cavite, Ternate y en Sabah, Malasia, que se encuentra cerca de las Filipinas. Gran parte del vocabulario viene del idioma español, mientras que la gramática está basada en estructuras de las lenguas locales, de la familia malayo-polinesia. El chabacano se usa en la educación primaria, televisión y radio. No es en general inteligible para los hablantes del español, salvo alguna frase suelta; actualmente está incorporando muchas palabras del inglés.

### Palenquero
El criollo palenquero es una lengua criolla española hablada en Colombia, y que tenía alrededor de 2500 hablantes en 1989.
Es hablado en la villa de San Basilio de Palenque que está al sureste de Cartagena de Indias y en algunos vecindarios de Barranquilla. 
La villa estuvo formada por esclavos fugitivos (cimarrones) y algunos indígenas. Debido a que muchos esclavos no estaban sujetos al contacto de los españoles, los palenqueros hablan una lengua criolla del español y lenguas africanas.
Los hablantes del español son incapaces de entender el palenquero. Tiene algunas influencias del kikongo de la República Democrática del Congo. Un 10% de la población menor de 25 años hablaba palenquero en 1998. Muchos de sus hablantes son ancianos.

### Jopará
Desde 1992, el Ministerio de Educación de Paraguay comenzó a enseñar guaraní en su forma pura, diferenciando de lo que es llamado jopará, que es una mezcla del guaraní con el español y que es la lengua materna real de la mayoría de los paraguayos en la actualidad.

### Español bozal
El español bozal fue una lengua criolla basada en el español, hoy extinta, que pudo haber consistido en una mezcla de español y kikongo con influencias portuguesas. La evidencia existente es insuficiente para atestar si el bozal fue en algún momento una sola lengua coherente o estable o si el término solamente se refería a cualquier idiolecto del español que incluyera elementos africanos.
El español bozal fue hablado por los esclavos africanos en Cuba y en otras zonas de Sudamérica y Centroamérica desde el siglo XVII hasta su posible extinción alrededor de 1850.

## Lenguas criollas influidas por el español

### Papiamento
El papiamento, papiamen o papiamentu es una lengua criolla hablada por 359.000 personas. Es hablado por unas 179.000 personas, principalmente en las islas de Curazao y Bonaire en las Antillas Neerlandesas (en 1998) y por unas 100.000 en la isla de Aruba (en 2004). El resto de sus hablantes, están establecidos principalmente en los Países Bajos.
Este criollo ha sido descrito como muy similar al idioma español debido al contacto constante con la vecina Venezuela, un país hispanohablante, pero es originalmente un criollo portugués por el parecido entre el español y el portugués.

### Fá d'Ambô
La lengua criolla de la isla de Annobón en Guinea Ecuatorial conocido como falar de Ano Bom (fá d'Ambô o fla d'Ambu) es análogo con el criollo portugués forro, hablado por 9.000 personas en la isla de Annobón y Bioko. En efecto, el fá d'Ambô es derivado del forro y comparte la misma estructura (un 82% de su léxico).
En el siglo XV la isla fue descubierta y habitada por Portugal, pero en el siglo XVIII, intercambió algunos territorios de África con España. No obstante, la población de Annobón se opuso al cambio y se mantuvo hostil a los españoles. Esta hostilidad, combinada con el aislamiento de la isla respecto al resto de Guinea Ecuatorial y su proximidad con Santo Tomé y Príncipe, a sólo 400 km de la isla, aseguraron y preservaron su identidad.
El fá d'Ambô tiene algunas palabras de origen español (un 10% de su léxico), pero algunas palabras son de origen dudoso por el parecido entre el español y el portugués.

### Pichinglis
El pichinglis es hablado en Bioko, Guinea Ecuatorial; es un criollo inglés derivado de krio de Sierra Leona y del criollo inglés de Calabar, Nigeria. Debido a su contacto con el idioma español en la isla, ha adquirido léxico prestado, así como algunas otras influencias.

### Sanandresano
El sanandresano es, junto con el español y el inglés, una de las principales lenguas del Archipiélago de San Andrés, Providencia y Santa Catalina, Colombia. Su léxico procede en un 73% del inglés, un 17% del español y un 10% de idiomas africanos.

## Variantes del español con cierta criollización
El español caribeño en las formas habladas en Cuba, República Dominicana, Puerto Rico, Panamá y la costa norte de Colombia (especialmente Cartagena de Indias), no puede considerarse una lengua criolla en ningún sentido. Simplemente en estos países la lengua posee rasgos diatópicos comunes que la singularizan con respecto al español de la península ibérica o al del resto del continente americano.
Sin embargo, en algunas de Las Antillas Menores sí se aprecia un semicriollo o  continuum poscriollo procedente de una posible variedad pancaribeña del español que se habría reestructurado con base en un pidgin afroportugués.
En cierto sentido, el dialecto rioplatense generó un estado de criollización conocido como lunfardo, usado preferentemente en las zonas periféricas de Buenos Aires, influida también por otro fenómeno, más cercano al pidgin, como era el cocoliche.

## Idiomas influidos por el español
Algunas lenguas indígenas de las regiones que fueron colonizadas por los españoles fueron fuertemente influidas por el idioma español. Estos idiomas incluyen el tagalo de las Filipinas, el idioma chamorro de Guam y algunas de las más notables lenguas indígenas de América, en particular el quechua y el guaraní. Sin embargo, no son lenguas criollas. Aparte de los préstamos lingüísticos del español y otras lenguas, mantienen fundamentalmente su gramática y léxico nativo. La influencia del castellano en estas lenguas es entendida como superestrato.

### Chamorro
El chamorro (también chamoru) es un idioma influido por el español, hablado por alrededor de 78.000 personas en Guam y en las Islas Marianas del Norte. Según una publicación de 1991, 62.500 de los hablantes vivían en Guam, que es aproximadamente la mitad de la población, mientras que el número de hablantes en las Islas Marianas del Norte es de 14.205.
Lingüísticamente, el chamorro pertenece a la subfamilia malayo-polinesia occidental de la familia de lenguas austronesias. Después de varios siglos de contacto con el idioma español, el chamorro recibió elementos del vocabulario, gramática y fonología del español. La influencia del tagalo y otras lenguas filipinas no es insignificante. El chamorro moderno puede ser considerado como un idioma mixto español-austronesio o al menos un idioma que fue parte de un proceso de criollización e hibridación en la isla de Guam. Sin embargo, el chamorro hablado por las nuevas generaciones parece estar muy influido por el inglés, y puede posibilitar una nueva forma del chamorro.
Se enseña en la Universidad de Guam y algunas porciones de la Biblia han sido traducidas al chamorro.

### Tagalo
El tagalo, que es una de las lenguas indígenas más habladas en las Filipinas, adoptó en su vocabulario una gran cantidad de palabras del español. Existen seis mil palabras del español en el tagalo, formando alrededor del 17% del vocabulario. Otras lenguas indígenas de las Filipinas, como el cebuano, tienen más palabras absorbidas del español.
Como el chamorro, el tagalo pertenece a las lenguas malayo-polinesias occidentales de la familia austronesia de lenguas. El tagalo se convirtió en la base de la lengua nacional de las Filipinas, el idioma filipino.